# Mecsetlinói járás
A Mecsetlinói járás (oroszul Мечетлинский район, baskír nyelven Мәсетле районы) Oroszország egyik járása a Baskír Köztársaságban, székhelye Bolseusztyjikinszkoje falu. Elnevezését eredeti székhelye, Duvan-Mecsetlino után kapta.

## Története
A járást 1930-ban szervezték, és kezdetben az Oroszországi SZSZSZK és a Baskír ASZSZK hivatalos dokumentumaiban két különböző néven szerepelt (Duvan-mecsetlinói illetve Mecsetlinói járás) az eredeti járási székhely, Duvan-Mecsetlino falu neve után.
1932-ben a járás székhelyét Lemez-Tamak faluba helyezték és ugyanekkor a rövidebb elnevezést véglegesítették. A székhely újabb áthelyezésére Bolseusztyjikinszkoje faluba 1935-ben került sor.
A Mecsetlinói járás 1963 és 1965 között átmenetileg egyesítve volt a Belokataji járással.

## Népesség
- 1970-ben 28 012 lakosa volt, melyből 13 739 baskír (49%), 8 702 tatár (31,1%).
- 1989-ben 23 408 lakosa volt, melyből 12 042 baskír (51,4%), 8 983 tatár (29,8%).
- 2002-ben 25 604 lakosa volt, melyből 14 961 baskír (58,43%), 6 052 tatár (23,64%), 4 252 orosz (16,61%).
- 2010-ben 25 032 lakosa volt, melyből 14 926 baskír (59,8%), 5 886 tatár (23,6%), 3 845 orosz (15,4%), 43 ukrán, 35 mari, 15 csuvas, 6 udmurt, 4 mordvin, 2 fehérorosz.

| Lakosok száma | 29 111 | 26 300 | 25 406 | 25 604 | 26 426 | 24 671 | 24 160 | 23 409 | 22 706 | 22 633 |
|               | 1939   | 1959   | 1979   | 2002   | 2009   | 2012   | 2014   | 2016   | 2018   | 2021   |